# Orellana
Orellana is een provincie in het oosten van Ecuador. De hoofdstad van de provincie is Puerto Francisco de Orellana. 
Zij heeft een oppervlakte van 21.675 km². Naar schatting zijn er 157.520 inwoners in 2018. De provincie dankt haar naam aan de ontdekkingsreiziger Francisco de Orellana.

## Kantons
De provincie is bestuurlijk onderverdeeld in vier kantons. Achter elk kanton wordt de hoofdplaats genoemd.
| Nr. | Kanton                | Inwoners | Oppervlakte | Hoofdplaats           | Inwoners |
| --- | --------------------- | -------- | ----------- | --------------------- | -------- |
| 1   | Aguarico              | 6.872    | 11.358 km²  | Nuevo Rocafuerte      | 657      |
| 2   | Francisco de Orellana | 95.130   | 5.995 km²   | El Coca               | 51.281   |
| 3   | Joya de los Sachas    | 52.444   | 1.195 km²   | La Joya de los Sachas | 16.023   |
| 4   | Loreto                | 27.720   | 3.904 km²   | Loreto                | 5.377    |

| Detailkaart |
| ----------- |
|             |
| Kantons     |